# Storgatan, Västervik
Storgatan är en gata i centrala Västervik som löper från Folkparksvägen i Väster och Slottsholmsvägen och Skeppsbron i Öster.
Storgatan var sedan gammalt gatan för storköpmännen och grosshandlarnas bostäder. Under slutet av 1700-talet började många av godsägarna och brukspatronerna i Tjust skaffa gårdar här. På 1790-talet lät brukspatron Johan Falck på Bruzaholm uppföra de nu rivna Jernska gården här. I huset bredvid skaffade familjen Nordenfalk på Blekhem en stadsvåning. Johan Nordenfalk var initiativtagare till uppförandet av det nya stadshuset-stadshotellet i hörnet av Storgatan-Strömsgatan. Efter Nordenfalks beboddes huset av August Fries på Rödsle. Husen mitte mot Falck och Nordenfalcks mellan Bredgatan och Brunnsgatan ägdes av brukspatronerna Hultman på Gunnebo. Kvarteret efter Storgatan mellan Brunnsgatan och Smugglaregränd ned mot Fiskarhamnen har fått namnet Brukspatronen efter alla bruksägare som bott där, först var Västerviksborgaren Hans Andersson som från 1681 var ensam ägare till Ankarsrums bruk. Även de senare ägarna Peter Christoffer Cederbaum och Baltzar de Maré har bebott gården, och i samma kvarter har familjen Steen på Överums bruk liksom ägaren till Gränsö slott, Erik Sparre. Mitt emot ligger Lewenhauptska gården och strax norr därom den byggnad som tidigare rymde Västerviks stadskällare.
Vid gatan ligger även Västerviks rådhus.